# No són maneres de matar una dona
No són maneres de matar una dona (títol original en anglès: No Way To Treat A Lady) és un musical de 1996 amb llibret, lletres i música de Douglas J. Cohen, basat en la pel·lícula No Way to Treat a Lady dirigida per Jack Smight el 1968 que, al seu torn, estava basada en la novel·la homònima de William Goldman, de 1964. Va ser representada a Barcelona l'any 2004 al Teatre Artenbrut.

## Argument

### Primer Acte
Nova York, 1970.
El Detectiu Morris Brummell i l'actor Christopher "Kit" Gill tenen molt en comú: ambdós somien en un èxit que ocupi els titulars del The New York Times i així acontentar les seves autoritàries mares. Morris comparteix un apartament amb la seva mare, Flora Brummell, mentre que la mare de Kit, Alexandra, era una estrella del teatre recentment desapareguda, que continua perseguint-lo ("I Need A Life").
Per tal de fer-se un nom, Kit es disfressa del Pare Barry Fitzgerald i fa una visita a Mrs. Sullivan, el marit de la qual ha mort fa poc. Mitiga el seu dolor oferint-li una homilia mundana, i ofegant-la fins a morir. El seu cou de grâce final és un petó al front amb un pintallavis vermell ("Only A Heartbeat Away").
Morris és assignat al cas. Des de trobar certes pistes que no porten enlloc ("Crime Scene Report"), Morris comença a entrevistar-se amb els altres inquilins de l'edifici de la víctima. En un apartament troba una bonica treballadora d'una galeria d'art, Sarah Stone, i és amor a primera vista, almenys per a Morris. Sarah el veu com un benvingut canvi al seu superficial cercle d'amics, i queden per tornar-se a veure la nit següent ("So Far, So Good").
L'assassinat de Kit és citat al New York Post i al Daily News, però no rep ni una paraula al The Times. Canviant la seva veu per la del Pare Fitzgerald, Kit truca a Morris per aquesta mancança. Quan Morris comença a sospitar que el seu interlocutor potser no és el periodista, Kit es disculpa de cop i volta dient "les botigues tancaran aviat… i m'he quedat sense pintallavis.
Disfressat d'Arthur Murray, un professor de ball, Kit es troba amb Carmella Tocci, la parella de ball del qual, Paolo, està amb Déu a "una gran sala de ball al cel". Després d'una dramàtica topada de voluntat, per no mencionar els tempos, Carmella es reuneix amb en Paolo ("Safer In My Arms ").
Kit truca de seguida a Morris per confessar-li les noves i l'urgeix perquè ho notifiqui a la premsa ("I've Been A Bad Boy"). Morris, adonant-se que el cas finalment pot aconseguir-li el reconeixement, va corrent a l'escena del crim. Mentrestant, en Kit ha anat al seu loft per celebrar la seva darrera escapada, mentre que el fantasma de la seva mare mostra la seva desaprovació. En Kit es disculpa davant la "presència" i demana a Alexandra que no "marxi" encara al teatre per veure'l a ell actuar. El seu desdeny pel talent d'en Kit el deixa devastat i sol ("What Shall I Sing For You?")
En la seva primera cita, en Morris porta la Sarah a fer un picnic a Central Park. Tot i que provenen de dos mons completament diferents, connecten emocionalment. Mentre que en Morris intenta reunir el valor per fer una connexió física, en Kit apareix a un altre costat vestit com un cambrer francès i no té problemes per fer avenços en la seva propera víctima ("The First Move").
Mentre que l'endemà al matí esmorza, en Morris intenta mantenir en secret la seva cita davant la seva mare. A causa dels seus poders de deducció, en Morris fracassa. ("I Hear Humming") Una trucada telefònica d'en Kit interromp la discussió familiar: "Si tens problemes amb la teva mare", remarca en Kit, "puc venir i oferir els meus serveis!"; tot i que, després d'un moment de dubte, en Morris declina. En Kit encoratja en Morris a que truqui a The Times, encara que sigui per projectar la seva pròpia carrera. Tot i que temptat, en Morris es nega, car no negocia amb assassins.
Durant les dues setmanes següents, en Morris comparteix el seu temps entre la Sarah i en Kit. ("Lunch With Sarah") En Kit està enfadat per les atencions d'en Morris vers la Sarah, i decideix donar una lliçó a en Morris acabant tota comunicació. En Morris, tement que perdrà el cas, quedà obsessionat amb aquesta "amenaça silenciosa" que un sopar romàntic amb la Sarah acaba abans que serveixin el primer plat. ("So Far, So Good (reprise)"). Encara optimista, la Sarah creu que la relació es podria salvar després que hagi calmat la mare d'en Morris i es convida a dinar a casa d'en Morris el proper diumenge.
Volent guanyar l'aprovació d'Alexandra, en Kit va a cometre un assassinat amb el Morris als talons. Mentre la cacera segueix, augmenten els cadàvers, i la moral d'en Morris està per terra ("You're Getting Warmer"). Quan en Kit assumeix la seva darrera disfressa com "Detectiu Morris Brummell", l'autèntic detectiu Morris truca al New York Times ("Front Page News").

### Segon Acte
Mentre que comença el Segon Acte, un content Kit descobreix que ell i en Morris finalment ocupen la portada de The Times. Flora Brummell celebra l'èxit del seu fill, mentre que en Morris i la Sarah contemplen el preu de la fama. Hores més tard, en Morris i la Sarah arriben a l'apartament Brummell per dinar. La Flora està preparada per mostrar el seu avorriment vers en Morris, però la Sarah acaba triomfant... davant la sorpresa d'en Morris ("So Much In Common").
Amb el The New York Times a la mà, en Kit espera que el fantasma de la seva mare aplaudeixi la seva "rara habilitat"; però en canvi, el fantasma d'Alexandra cruelment li llença en cara "Encara que siguis un assassí d'èxit o un actor d'èxit, encara no pots atraure l'atenció de la ciutat!". Bocabadat, en Kitt truca en Morris per sentir una veu amiga; però després d'escoltar la veu de la Sarah al fons, en Kit se sent doblement rebutjat i decideix que és moment per "tornar", aquest cop disfressat de Sarah! ("Once More From The Top").
La Sarah està que se surt després de la seva victòria amb la Flora, però en Morris es pregunta si l'èxit amb la Sarah és a causa de la seva fama i del cas. Repetint els sentiments expressats per en Kit en la seva conversa telefònica, en Morris no entén que una noia amb gràcia, bellesa i estatus social vulgui un "Moe Brummell". La Sarah li replica que les aparences poden enganyar ("One Of The Beautiful People").
Vestit de Sarah, en Kit entra a l'apartament de la Sadie Bellows ("Still"). Mentre que Sadie comença a veure entre la disfressa a Kit, i aquest experimenta la por escènica, després de la portada a The Times i el rebuig de l'Alexandra, no hi ha sentit per a la farsa. Però, ja avesat, Kit intenta estar a l'altura de les circumstàncies.
Morris i Sarah passen una romàntica nit junts a l'apartament d'ella ("I Have Noticed A Change"), només per ser despertats per una trucada telefònica de Kit. No havent aconseguit assassinar la Sadie, en Kit demana a en Morris que mantingui la història de The Times. Morris només acabarà si en Kit es lliura. Furiós, Kit brama que si la història no queda enterrada, "estaràs obligat a enterrar la meva següent víctima!". Sarah queda horroritzada perquè l'assassí té el seu número, que no surt a la guia, tot i que Morris jura que mai no l'ha donat a ningú. L'obsessió de Morris vers el cas, però, fa que Sarah tregui les seves pròpies conclusions, i quan en Carleton, un nou company de feina de la Sarah, truca i li demana si es poden veure, la Sarah accepta. Morris torna al seu pis, on la Flora li expressa els seus temors que perdi el cas en mans d'un altre policia. Morris finalment s'adona que el que necessita és una nova vida i una nova llar ("Once More From The Top (reprise)"). Però la trucada d'en Kit a l'apartament de la Sarah el fa pensar. Mentre que la Sarah es dirigeix cap al pis d'en Carleton, en Morris s'adona que aquest no és altre sinó que en Kit! Marxa corrent per salvar-la, mentre que en Kit espera fer certa la seva darrera amenaça.
En Morris arriba en el moment just, però en Kit treu una pistola i amenaça en disparar a la Sarah tret que en Morris deixi la seva pistola. En Morris obeeix, però quan suggereix que la Sarah no encaixa en el patró maternal de les víctimes, Alexandra apareix a la ment d'en Kit. Distret per la seva aparició, en Kit abaixa la guàrdia i la Sarah aprofita per escapar. En Morris veu la seva oportunitat i agafa la pistola, ferint en Kit al braç. Quan en Morris ordena a en Kit que deixi la pistola a terra, en Kit suggereix que la mort seria un destí més acceptable. En Morris es nega a disparar-lo a sang freda, i en Kit fa veure que deixa l'arma. Però en el darrer moment, apunta a la Sarah, sabedor que en Morris dispararà instintívament. Mortalment ferit, en Kit prem el gallet, i només apareix una flama, la flama d'un encenedor! Mentre que mor, imagina que l'Alexandra li canta per adormir-lo ("What Shall I Sing For You? (reprise)").
Hores més tard, en Morris intenta disculpar-se amb la Sarah. A l'inici les seves disculpes no serveixen per a res, però quan li diu que ha marxat de l'apartament de la seva mare, la Sarah comença a respondre. El rebuig d'en Morris a la publicitat i una petició de matrimoni convencen la Sarah que mereix una segona oportunitat, mentre que cau el teló ("So Far, So Good (reprise) and Finale").

## Personatges
- Morris Brummel
- Flora
- Mrs. Sullivan
- Carmella
- Alexandra
- Sadie
- Christopher 'Kit" Gill
- Sarah Stone

Els personatges de "Flora", "Mrs. Sullivan", "Carmella", "Alexandra" i "Sadie" són interpretats per la mateixa actriu.

## Cançons
| I Acte - I Need A Life - Morris, Flora, Kit - Only A Heartbeat Away - Kit, Mrs. Sullivan - Crime Scene Report - Morris - So Far, So Good - Morris, Sarah - Safer In My Arms - Kit, Carmella - I've Been A Bad Boy - Kit, Morris - What Shall I Sing For You? - Kit, Alexandra - The First Move - Morris, Sarah, Kit - I Hear Humming - Flora, Morris - Lunch With Sarah - Morris, Kit - So Far, So Good (reprise) - You're Getting Warmer - Sarah, Kit, Alexandra, Morris - Front Page News - Kit, Sarah. Morris, Flora | II Acte - So Much In Common - Morris, Sarah, Flora - Once More From The Top - Kit - One Of The Beautiful People - Sarah - Still - Kit, Sadie - I Have Noticed A Change - Sarah - Once More From The Top (reprise) - Sarah, Morris, Flora, Kit - What Shall I Sing For You? (reprise) - Kit, Alexandra - So Far, So Good (reprise) and Finale - Morris, Sarah |

## Història
El musical va ser estrenat per la York Theatre Company de Nova York l'11 de desembre de 1996 i fins al 2 de febrer de 1997, representant-se 44 funcions al York Theater. Va ser dirigit per Scott Schwartz i interpretat per Adam Grupper (Morris Brummell), Alix Korey (Flora, Alexandra, Carmela, Mrs. Sullivan, Sadie), Marguerite MacIntyre (Sarah Stone) i Paul Schoeffler (Christopher Gill). Va ser nominada al Premi de la Outer Critics Circle, i Douglas J. Cohen va rebre el premi Richard Rodgers Development Grant.
Va estrenar-se a Barcelona el 16 d'abril del 2004, dirigit per Sílvia Santfeliu, i interpretat per Frank Capdet, (l'inspector Morris Brummell), Ivan Labanda (Christopher 'Kit' Gill), Elvira Prado (Sarah Stone) i Mercè Martínez ("Flora", "Mrs. Sullivan", "Carmella", "Alexandra" i "Sadie"). S'estrenà al Teatre Artenbrut, representant-se del 19 de març a l'11 d'abril del 2004, però l'èxit de públic va fer que es prorrogués a La Villarroel, representant-se del 21 d'abril al 9 de maig. L'èxit de públic i crítica, i després de guanyar el premi Butaca al Millor Musical i al Millor Actor de Musical (Ivan Labanda), comportà una tercera estada, aquest cop al Club Capitol Sala 1, representant-se entre el 16 de desembre del 2004 i el 6 de febrer del 2005. Els crítics teatrals de Barcelona van dir: "La fuerza de los actores" (per Santiago Fondevila, publicat a La Vanguardia el 23 d'abril), "Mater amatissima on Broadway" (per Juan Carlos Olivares, publicat a Avui el 20 d'abril), "Un bon 'thriller' musical' " (per Gonzalo Pérez de Olaguer, publicat a El Periódico el 19 d'abril) o "Tot per la fama, al Villarroel" (per diaridebarcelona.com, publicat el 14 d'abril).
Curiosament, el títol original es modificà en la seva versió barcelonina, amb el consentiment de l'autor, car la societat d'aquells moments estava molt sensibilitzada vers el maltractaments, i es decidí canviar "tractar" per "matar".

## Premis i nominacions

### Producció original de Broadway
| Any  | Premi                      | Categoria                    | nominat        | Resultat |
| ---- | -------------------------- | ---------------------------- | -------------- | -------- |
| 1997 | Premi Outer Critics Circle | Millor Revival               | Millor Revival | nominat  |
| 1997 | Premi Outer Critics Circle | Millor Actriu de Repartiment | Alix Korey     | nominada |

### Producció de Barcelona 2004
| Any  | Premi        | Categoria               | nominat        | Resultat  |
| ---- | ------------ | ----------------------- | -------------- | --------- |
| 2004 | Premi Butaca | Millor Musical          | Millor Musical | Guanyador |
| 2004 | Premi Butaca | Millor actor de Musical | Ivan Labanda   | Guanyador |
| 2004 | Premi Butaca | Millor actor de Musical | Frank Capdet   | nominat   |